# Кельчин, Михаил Никифорович
Михаи́л Ники́форович Кельчин (1921—1943) — младший лейтенант Рабоче-крестьянской Красной Армии, участник Великой Отечественной войны, Герой Советского Союза (1944).

## Биография
Родился в 1921 году в селе Моторино (ныне — Северный район Оренбургской области). После окончания неполной средней школы работал в городе Абдулино сначала на элеваторе, затем на железной дороге. Позднее переехал в Узбекскую ССР. В сентябре 1940 года был призван на службу в Рабоче-крестьянскую Красную Армию. С первых дней Великой Отечественной войны — на её фронтах. Принимал участие в боях на Западном, Юго-Западном, Центральном, Воронежском, 1-м Украинском фронтах. Участвовал в Смоленском сражении, битве за Москву, Курской битве, освобождении Украинской ССР. В боях два раза был ранен. К сентябрю 1943 года командовал взводом противотанковых ружей 1-го гвардейского мотострелкового батальона 22-й гвардейской мотострелковой бригады 6-го гвардейского танкового корпуса 3-й гвардейской танковой армии Воронежского фронта. Отличился во время битвы за Днепр.
Взвод под командованием Михаила Кельчина одним из первых в полку вышел к Днепру и переправился на плацдарм на его западном берегу (Букринский плацдарм). Уже во время первой немецкой контратаки артиллеристы взвода подбили два танка, а сам Михаил Кельчин уничтожил вражескую самоходную артиллерийскую установку. В ходе отражения очередной немецкой контратаки взвод уничтожил 2 противотанковых и 1 штурмовое орудия, 2 пулемёта, несколько десятков немецких солдат и офицеров. Во время боёв убил одного пулемётчика, а второго сумел взять в плен и доставить в штаб вместе с его новейшим пулемётом. 
4 ноября 1943 года погиб в бою за посёлок Пуща-Водица (ныне — в черте Киева). Похоронен на месте гибели.
Указом Президиума Верховного Совета СССР «О присвоении звания Героя Советского Союза генералам, офицерскому, сержантскому и рядовому составу Красной Армии» от 10 января 1944 года за «образцовое выполнение боевых заданий командования на фронте борьбы с немецко-фашистскими захватчиками и проявленные при этом отвагу и геройство» был посмертно удостоен высокого звания Героя Советского Союза. Также был награждён орденом Ленина и медалью «За отвагу».
В его честь названа улица в Абдулине.